# Venanson
Venanson település Franciaországban, Alpes-Maritimes megyében. Lakosainak száma 197 fő (2022. január 1.). Venanson Clans, Lantosque, Marie, Roquebillière, Saint-Martin-Vésubie, Utelle és Valdeblore községekkel határos.

## Népesség
A település népessége az elmúlt években az alábbi módon változott:
| Lakosok száma | 103  | 106  | 95   | 142  | 150  | 155  | 159  | 161  | 173  | 197  |
|               | 1968 | 1982 | 1990 | 2006 | 2013 | 2015 | 2017 | 2019 | 2020 | 2022 |